# Marquesado de Casa Pinzón

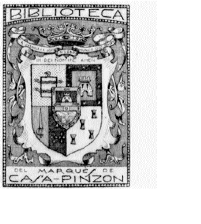
Ex-libris de la biblioteca del marqués de Casa Pinzón y firma del primer marqués.

El Marquesado de Casa Pinzón es un título nobiliario pontificio creado el 30 de junio de 1927 por el Papa Pío XI a favor de Rafael del Río y del Val, Pinzón y Escobar († 7 de julio de 1953). Fue abogado y político monárquico, teniente alcalde del Ayuntamiento de Barcelona -siendo Alcalde el Barón de Viver- durante la época de Miguel Primo de Rivera. A él se le debe el puente sobre el río Ripoll, actual carretera C-17. Presidió el Círculo de la «Unión Monárquica Nacional» de Barcelona en 1931. Era yerno de Mariano Carbonell, primer industrial de aceite elaborado en España con aceites vegatales ("Aceites Carbonell").
El primer marqués de Casa-Pinzón era descendiente directo por parte de su abuela paterna de Martín Alonso Pinzón, quien proporcionó las carabelas y sus tripulantes a Cristóbal Colón para realizar el viaje del descubrimiento de América en 1492. Por su valiosa colaboración, los Reyes Católicos otorgaron a Pinzón un cuartel de armas con la leyenda «A Castilla y a León, nuevo mundo dio Pinzón».
Fue miembro del Consejo de Administración de la Caja de Barcelona.
Distinciones: Camarero secreto de capa y espada de Su Santidad; Gentilhombre de cámara con ejercicio; Gran Cruz de la Orden del Santo Sepulcro; Caballero de los Capítulos de Castilla, Aragón, Cataluña y Baleares; Infanzón de Illescas; Comendador de Isabel la Católica; Comendador con placa de la orden del Cristo de Portugal.

## Marqueses de Casa Pinzón
- Rafael del Río y del Val, I marqués de Casa Pinzón

1. Casó con Carolina Carbonell y Sánchez-Madueño, hija del industrial Mariano Carbonell (Aceites Carbonell).

Le sucedió su hija:
- Carolina del Río Carbonell, II marquesa de Casa Pinzón

1. Casó con Pablo de Figuerola-Ferretti y Pena, IV conde de Figuerola

Le sucedió su hija:
- Carolina Figuerola-Ferretti y del Río, III marquesa de Casa Pinzón, V condesa de Figuerola[6]